# Amauronematus montanus
Amauronematus montanus är en stekelart som först beskrevs av Lindqvist 1961.  Amauronematus montanus ingår i släktet Amauronematus, och familjen bladsteklar. Arten är reproducerande i Sverige.